# Käseglocke (Dresden)

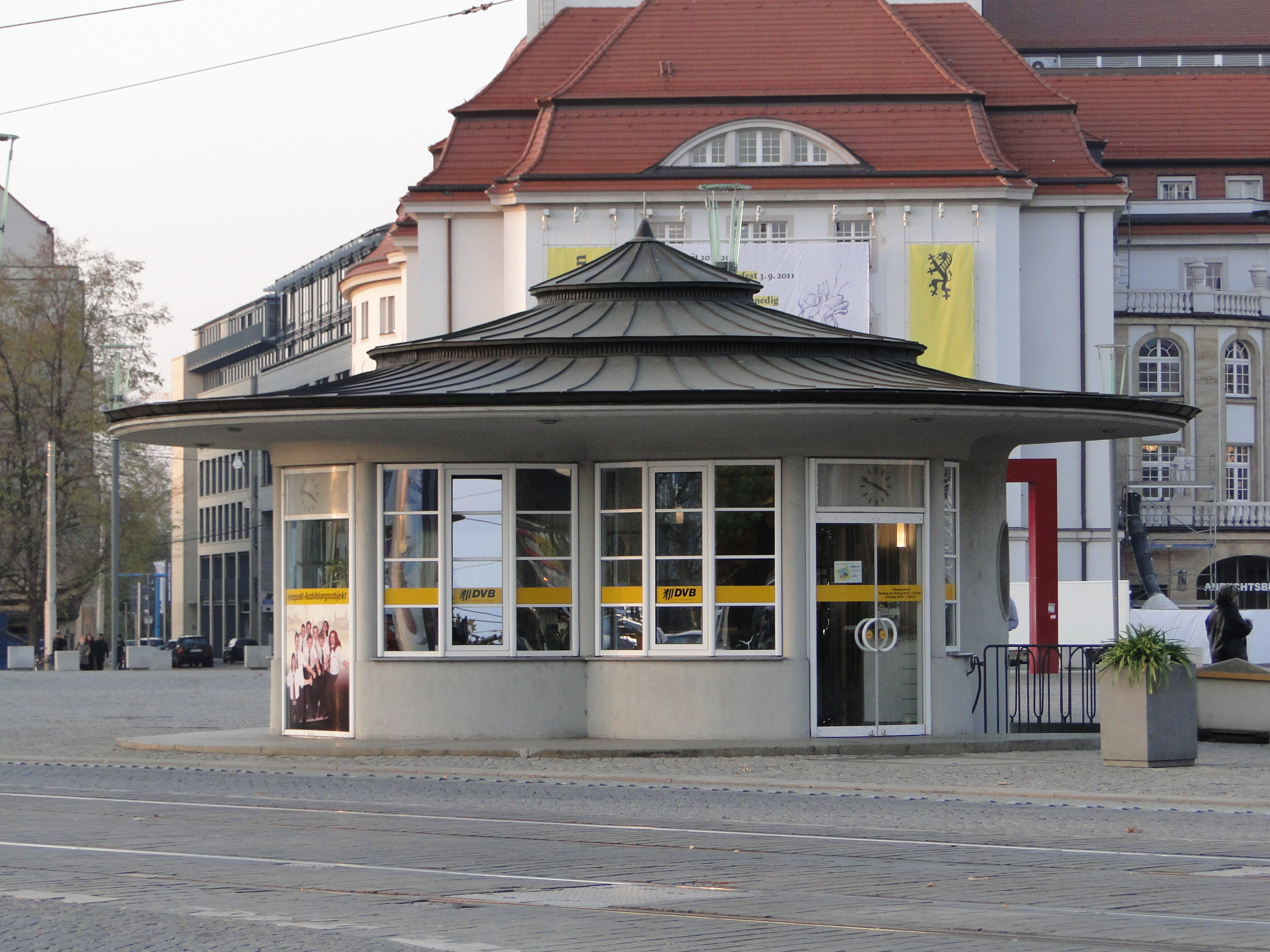
Käseglocke im November 2011, dahinter das Schauspielhaus Dresden

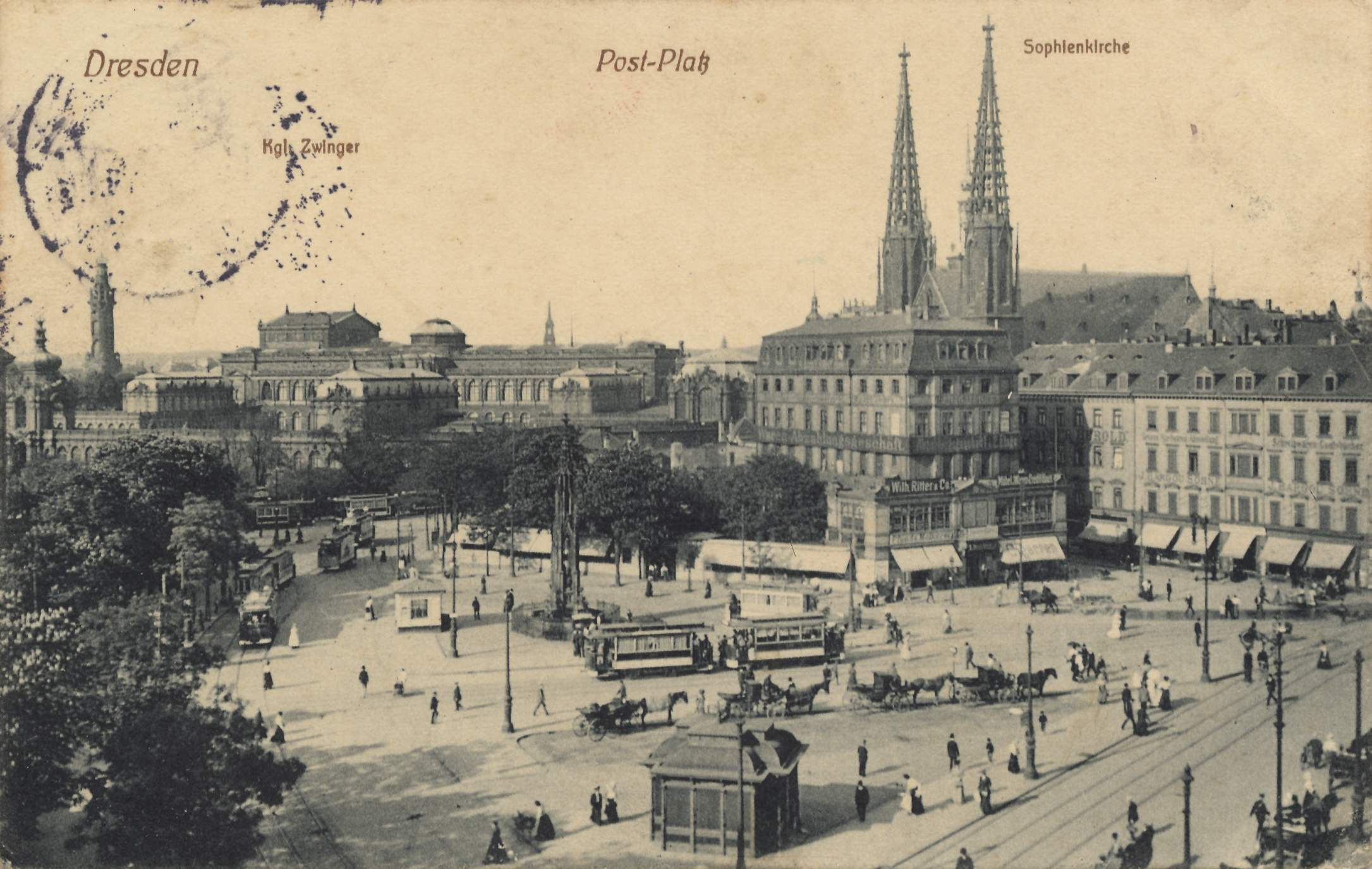
Postplatz um 1913, am späteren Standort der Käseglocke noch der Cholerabrunnen, links (nordwestlich) davon das alte Wartehäuschen, vorn in der Mitte die alte Bedürfnisanstalt

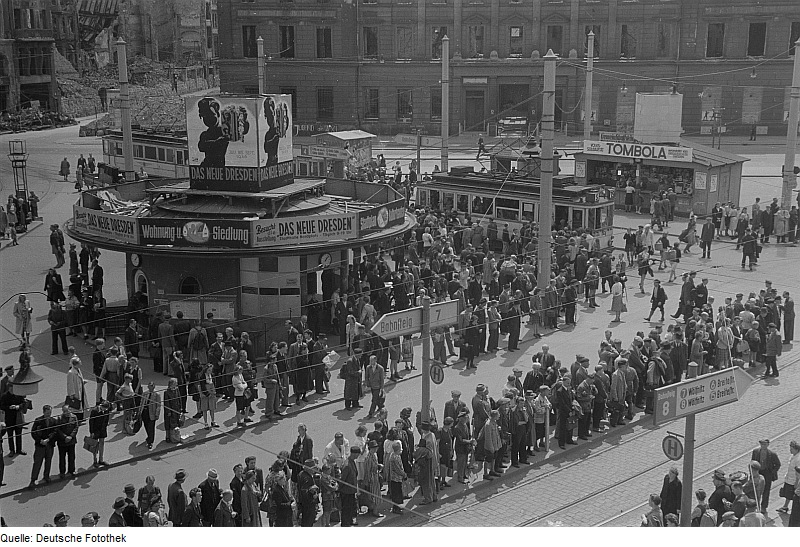
Postplatz, 1946. Die Käseglocke diente in dieser Zeit u. a. als Plattform für Werbung und Propaganda.

Käseglocke ist der umgangssprachliche Name eines 1927/28 auf dem Postplatz in Dresden als Wartehalle errichteten Gebäudes, das mit Unterbrechungen von 1994 bis 2013 als Servicepunkt der Dresdner Verkehrsbetriebe (DVB) diente. Der pavillonartige Bau steht unter Denkmalschutz und fungiert als Café.

## Standort
Die Käseglocke steht in der Mitte des Postplatzes am westlichen Rand der Inneren Altstadt Dresdens. In Sichtweite befinden sich u. a. der Zwinger, das Schauspielhaus und die Altmarkt-Galerie.
Der Postplatz ist seit dem 19. Jahrhundert einer der wichtigsten Knotenpunkte des öffentlichen Personennahverkehrs in Dresden. Im gesamten 20. Jahrhundert stand die Käseglocke auf einer dreieckigen Verkehrsinsel, seit dem Umbau des Postplatzes 2006 befindet sie sich nordwestlich der zentralen Gleiskreuzung unmittelbar neben dem gedachten Schnittpunkt der Verkehrsachsen Schweriner, Freiberger und Wilsdruffer Straße.
Bis zu dessen Versetzung vor das Taschenbergpalais im Jahr 1927 stand an dieser Stelle der Cholerabrunnen.

## Bauliches
Der Grundriss der Käseglocke hat eine Vierpassform mit nahezu halbkreisförmigen Bögen. Auf dem Erdgeschoss sitzt ein gestuftes Kegeldach. Die kreisrunde Traufe mit einem Radius von rund drei Metern steht mehr als einen Meter über und überdacht somit auch die beiden Treppen. Sie beginnen auf der Ost- und Westseite und führen, den Außenwänden folgend, etwa im Viertelkreis zu zwei separaten Eingängen zum Kellergeschoss auf der Nordseite. Der Eingang ins einräumige Erdgeschoss des etwa fünf Meter hohen Gebäudes liegt auf der Ostseite. Die Halbkreisbögen auf der Süd- und Westseite sind weitgehend fensterverglast, auf der Nordseite war bis Mitte 2014 zwischen zwei kleineren ovalen Fenstern ein Bankautomat in die Gebäudewand eingelassen.

## Geschichte
Der Postplatz war Knotenpunkt von sechs Dresdner Straßenbahnstrecken, auf denen zumeist ebenso viele Linien in unterschiedlichen Relationen verkehrten. An den Platz herangeführt wurden sie von Nordosten über die Sophienstraße, von Osten über die Wilsdruffer Straße, von Süden über die Marienstraße, von Südwesten über die Annenstraße, von Nordwesten über die Wettiner, heute Schweriner Straße sowie von Norden über die Ostra-Allee. Auf dem Platz kreuzten sich die Strecken in einem unübersichtlichen System, das innerhalb von Gleisdreiecken einige Verkehrsinseln entstehen ließ und mehrere einzelne Haltestellen nötig machte.
Als Knotenpunkt war der Postplatz bereits im 19. Jahrhundert ein Ort, an dem  viele Passagiere der Straßenbahn umsteigen mussten. Um das Warten auf die Anschlussbahn komfortabler zu gestalten und die Fahrgäste während der Wartezeit vor Niederschlag zu schützen, wurde schon während der Pferdebahnzeit eine kleine hölzerne Wartehalle mit quadratischem Grundriss aufgestellt, die wenige Meter nordwestlich des Cholerabrunnens mit diesem auf einer Verkehrsinsel stand. Für den stets zunehmenden Straßenbahnverkehr erwies sich der Unterstand bald als ungenügend. Auf der südlich benachbarten Verkehrsinsel befand sich zudem oberirdisch ein Toilettenhaus, das Anfang 1927 in einem schlechten baulichen Zustand war.

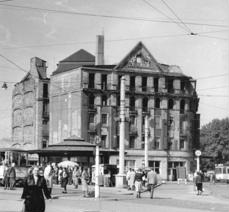
Postplatz, 1956, hinter der Käseglocke die Ruine des Palasthotels Weber

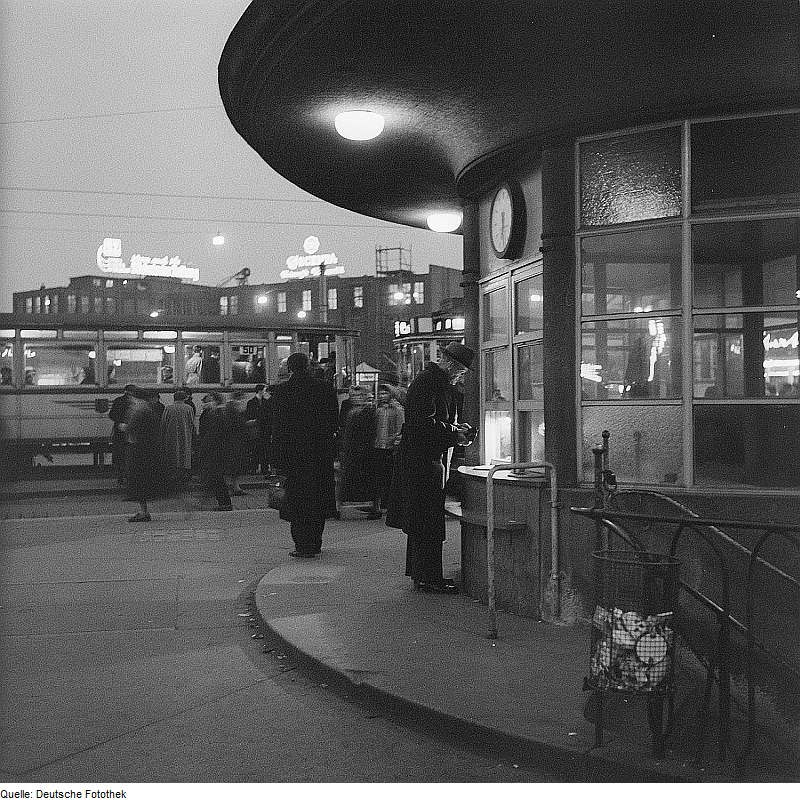
Postplatz, vor 1977, Blick nach Südwesten, rechts die Ostseite der Käseglocke mit dem Fahrkartenschalter

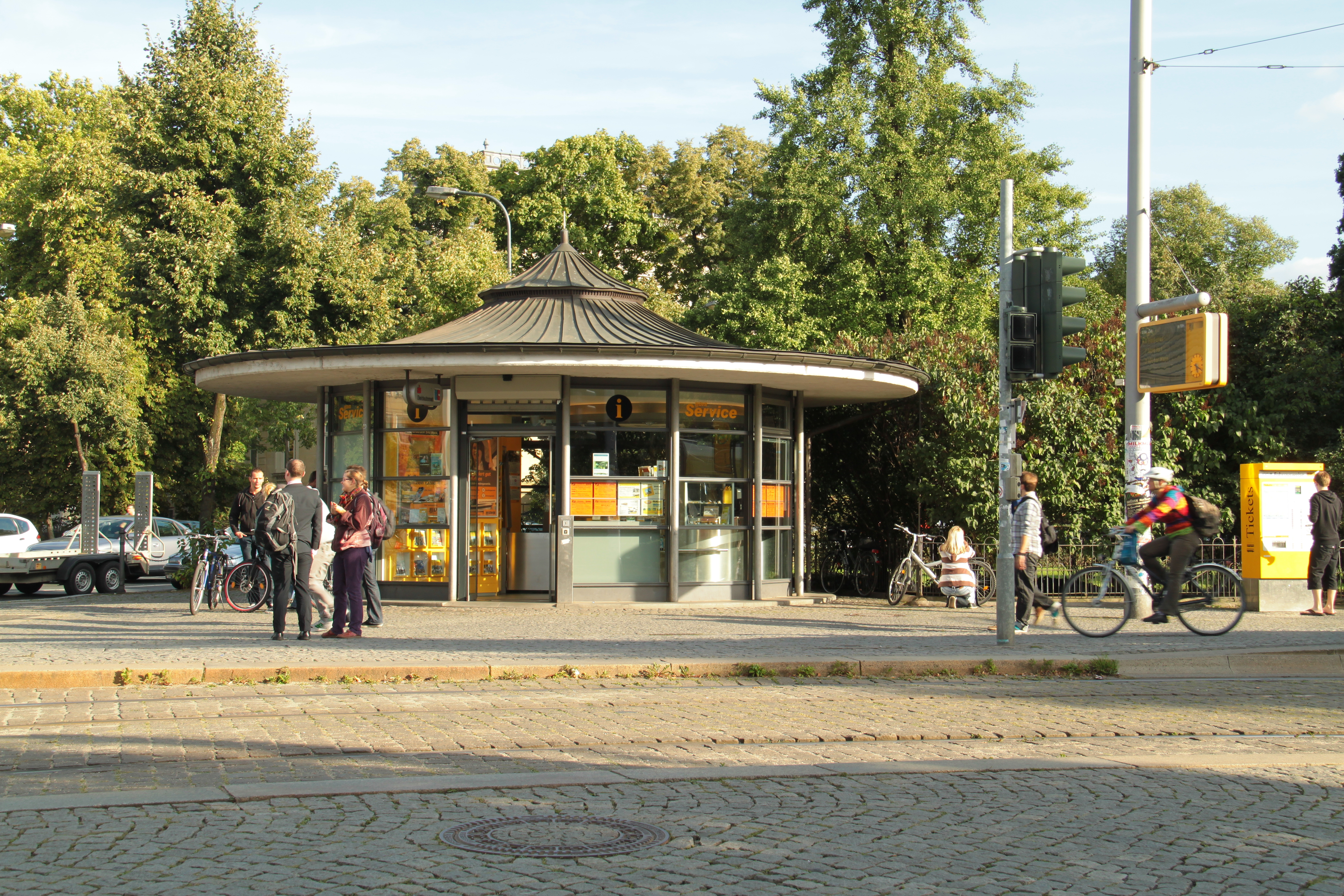
Pendant am Albertplatz, 2012

Von 1925 bis 1927 wurden die Gleise am Postplatz umgebaut. Das städtische Hochbauamt entwarf dazu am Standort des alten Häuschens eine neue längliche und größere Wartehalle mit Zeitungskiosk im Inneren und Bedürfnisanstalt im Keller. Nach diesen Planungen hätte der Cholerabrunnen nicht versetzt werden müssen. Der Stadtrat lehnte den Bau am 27. Januar 1927 jedoch mehrheitlich ab, weil er das Gebäude nicht als notwendig erachtete und einer zu diesem Zeitpunkt geplanten kompletten Umgestaltung des Platzes inklusive angrenzender Gebäude nicht vorgreifen wollte.
Daraufhin legte das Hochbauamt im Frühsommer 1927 eine neue Planung vor, die schließlich auch realisiert wurde. Das Gebäude sollte nun nicht mehr länglich, sondern rund sein und konnte sich somit auf nach der Platzumgestaltung möglicherweise veränderte Baufluchten nicht mehr negativ auswirken. Der Stadtrat genehmigte den Bau am 13. September 1927 und bewilligte dafür 54.000 Mark, von denen knapp 30.000 Mark auf die Fertigung des Kellergeschosses mit Umspannstation und Bedürfnisanstalt entfielen. Im Winter 1927/28 liefen die Bauarbeiten, am 31. März 1928 erfolgte die Übergabe. Wegen ihrer Form, die an eine Käseglocke erinnert, erhielt die Wartehalle am Postplatz im Dresdner Volksmund ihren Spitznamen. Im gleichen Jahr entstand auf dem Albertplatz in der Neustadt ein sehr ähnliches, mitunter ebenfalls als Käseglocke bezeichnetes Pendant.
Bei den Luftangriffen auf Dresden wurden 1945 nahezu alle Gebäude am Postplatz stark beschädigt und später abgerissen; das Verkehrshäuschen dagegen erhielt nur leichte Schäden und blieb stehen. In der Zeit der DDR erhielt es eine Lautsprecheranlage auf dem Dach und einen Fahrkartenschalter an der Ostseite. In den Jahren 1974 und 1979 wurde die Käseglocke saniert und steht seither unter Denkmalschutz. Die Dresdner Verkehrsbetriebe ließen das Gebäude schließlich in den Jahren 1993/94 erneut sanieren, wobei u. a. die die Dachform beeinträchtigende Lautsprecheranlage wieder abgebaut wurde, und richteten darin ein modernes Servicezentrum ein.
Die Überflutung von Teilen der Dresdner Innenstadt durch Weißeritz und Elbe beim Hochwasser 2002 führte zur Zerstörung der Toilettenanlage im Keller, die daraufhin endgültig und ersatzlos geschlossen wurde. Am 12. Mai 2005 zog der Servicepunkt der Dresdner Verkehrsbetriebe wegen der Bauarbeiten zur Umgestaltung des Postplatzes aus der anschließend leerstehenden Käseglocke aus und ließ sich in einem nahegelegenen Container nieder. Da die Käseglocke nach der Neuanlage der Gleise nicht mehr unmittelbar im Haltestellenbereich stand, verlegten die DVB ihren Servicepunkt anschließend dauerhaft an die Wallstraße. Seit der Platzumgestaltung ist die Käseglocke das einzige Relikt aus der Zeit vor 1945 auf dem Postplatz.
Ab dem 8. Oktober 2008 war die Käseglocke für knapp zwei Monate wieder der Sitz eines DVB-Servicepunktes. Sie diente als Provisorium während des Umzugs des Servicepunktes Wallstraße und der DVB-Mobilitätszentrale vom Lindehaus an der Wilsdruffer Straße, das anschließend der Erweiterung der Altmarkt-Galerie weichen musste, in den anstelle der ehemaligen HO-Gaststätte „Am Zwinger“ („Fresswürfel“) errichteten Wilsdruffer Kubus, wo beide seither das zentrale DVB-Kundenzentrum bilden. Danach stand sie für einige Monate wieder leer. 
Am 23. April 2009 eröffneten die Dresdner Verkehrsbetriebe die Käseglocke erneut. Seither diente sie dem Unternehmen als Ausbildungsobjekt. Lehrlinge der DVB verkauften darin Fahrscheine und berieten Kunden. Wegen zu geringer Auslastung schlossen die DVB ihren Servicepunkt in der Käseglocke am 12. April 2013. Bis zum Ende des Mietvertrags zwischen den DVB und der Stadt Dresden am 30. Juni 2014 überließ das Unternehmen die Käseglocke seit dem 7. September 2013 der Dresdner Kaffee und Kakao Rösterei, die dort ihr Café Käseglocke betrieb. Die Ostsächsische Sparkasse Dresden als bisheriger Untermieter gab 2014 bekannt, dass sie sich nach einem neuen Automatenstandort am Postplatz umsehen würde.
In einer öffentlichen Ausschreibung setzte sich der Großenhainer René Werft durch, der in Zabeltitz eine Obstweinkelterei betreibt. Die Wiedereröffnung des Cafés erfolgte nach kurzem Umbau am 15. August 2014 im Rahmen des Dresdner Stadtfestes.